# A viharos húszas évek
Az A viharos húszas évek (eredeti címe: The Roaring Twenties) 1939-ben bemutatott amerikai gengszterfilm, amelyet Raoul Walsh rendezett. A forgatókönyvet Mark Hellinger The World Moves On című 1938-as novellája alapján Jerry Wald, Richard Macaulay és Robert Rossen készítették.  A produkció főbb szerepeiben James Cagney, Priscilla Lane, Humphrey Bogart és Gladys George. 1939. október 25-én mutatták be az Egyesült Államokban. Magyarországon 1946. március 14-től vetítették a mozikban. A film a nagy gazdasági világválság és a szesztilalom idején kibontakozó szeszcsempészet témáját dolgozza fel.

## Cselekmény
Eddie Bartlett, George Hally és Lloyd Hart az első világháború utolsó napjaiban találkoznak egymással egy lövészárokban. A háború befejezése után Lloyd ügyvédi praxisba kezd, George szeszcsempész lesz, Eddie pedig taxisofőr. Miközben tudtán kívül egy szeszesital-csomagot szállít Panama Smithnek, Eddie-t letartóztatják. Eddie segít felmenteni Panamát, aki hálából pénzt ad Eddie pénzbüntetésének kifizetésére. Együtt vágnak bele a szeszcsempész üzletbe. Eddie egy taxiflottát használ a szeszes italok szállítására, és Lloydot alkalmazza ügyvédjeként. Eddie találkozik Jean Sherman-nel, akivel korábban levelezett a háború alatt, és munkát szerez neki énekesnőként Panama klubjában. Eddie feleségül akarja venni Jeant, és eljegyzési gyűrűt ad neki, de kénytelen folytatni bűnözői életét, amíg elég pénzt nem gyűjt.
Eddie és csatlósai ellopnak egy szeszesital-szállítmányt, amely Nick Brown szeszcsempész hatásköre alatt volt. George ekkor javasolja Eddie-nek, hogy társuljanak, amibe Eddie beleegyezik. Miután a szállítmányt lefoglalják a hatóságok, Eddie és George rajtaütnek a raktárban, és ellopják. Amikor távoznak, George felismeri az egyik őrben a korábbi őrmesterét, akit nem kedvelt, és megöli. Mikor értesül a gyilkosságról, Lloyd megszakítja a kapcsolatot George-dzsal, aki ezután azzal fenyegetőzik, hogy megöli Lloydot, ha feljelentést tesz. Eddie megpróbál fegyverszünetet kötni Nick Brownnal, de ehelyett Brown csapdájába kerül. Brown halála után Eddie arra gyanakszik, hogy George elárulta, ezért felbontja a társulásukat. 
Eddie hamarosan rájön, hogy Jean sosem szerette őt igazán, és valójában Lloydba szerelmes. Eddie szeszcsempészbirodalma összeomlik az 1929-es tőzsdekrachban, és kénytelen eladni a taxitársaságát George-nak, jóval az értéke alatti áron. George gúnyosan meghagyja Eddie-nek az egyik taxit, mondván, hogy Eddie hamarosan kénytelen lesz visszatérni a taxisofőri pályára. Egy nap Jean hívja fel Eddie taxiját, és a férfi felújítja ismeretségét vele és Lloyddal, találkozik kisfiukkal. Lloyd most a kerületi ügyészségen dolgozik, és egy George elleni ügyet készít elő. A találkozás elkeseríti Eddie-t, mivel még mindig érzéseket táplál Jean iránt, és alkoholistává válik.
Amikor Jean rájön, hogy George azt tervezi, hogy megöleti Lloydot, Eddie-hez fordul segítségért. A férfi eleinte elutasítja, de végül úgy dönt, hogy elmegy George házához, hogy kegyelmet kérjen Jeannek és Lloydnak. Amikor megérkezik, George kigúnyolja őt a rongyos külseje miatt, majd úgy dönt, hogy megöleti, mivel úgy véli, hogy Eddie besúgja őt, hogy segítsen Jeanen. Lövöldözés következik, amelyben Eddie megöli George-ot és néhány emberét. Eddie az ámokfutásban megsérül, és Panama karjaiban hal meg.

## Szereplők
| Szerep         | Színész          | Magyar hangja      |
| -------------- | ---------------- | ------------------ |
| Eddie Bartlett | James Cagney     | Kassai Károly      |
| Jean Sherman   | Priscilla Lane   | Csere Ágnes        |
| George Hally   | Humphrey Bogart  | Vass Gábor         |
| Panama Smith   | Gladys George    | Menszátor Magdolna |
| Lloyd Hart     | Jeffrey Lynn     | Bognár Zsolt       |
| Danny Green    | Frank McHugh     | Sörös Sándor       |
| Nick Brown     | Paul Kelly       | n.a                |
| Mrs Sherman    | Elisabeth Risdon | Magda Gabi         |
| bíró           | John Hamilton    | Antal László       |
| narrátor       | John Deering     | Kárpáti Tibor      |

## Fogadtatás
A film pozitív visszhangot váltott ki a kritikusokban. A Rotten Tomatoeson 100%-os minősítést ért el 18 értékelés alapján. Richard Brody a New Yorkertől azt írta: „Walsh a szeszcsempészek éjszakai manővereinek gyakorlati részleteit a megrázó erőszak mellett csendes komikus érzékkel bontja ki.” Eric Henderson a Slant Magazine-tól azt írta: „A gengszterciklus korszakos felemelkedési és bukási eposza.” Graham Greene a The Spectatortől azt írta: „A bikatekintetű Mr Cagney [...] mint mindig, most is kiváló és szellemes színész.”

## Díjak és jelölések
- National Board of Review:
  - 1939 legjobb 10 filmje
  - 1939: legjobb színész – James Cagney (elnyerte)